# Carlos Montes García
Carlos Montes García (Madrid, España, 3 de octubre de 1965 - ibídem, 6 de junio de 2014) fue un baloncestista español. Con 1,94 m de estatura, ocupaba la posición de escolta.

## Biografía
Montes fue uno de los máximos recuperadores de la historia del baloncesto español. Ocupa el séptimo lugar en la tabla histórica de la Liga ACB, con 900 balones robados.
Debutó a los 19 años en el Estudiantes dirigido por Paco Garrido, cuando este club todavía jugaba en el Pabellón Antonio Magariños. Como jugador colegial participó en el concurso de mates de 1985 en Don Benito, donde, con un mate con dos balones, quedó tercero por detrás de su compañero David Russell y de Wayne Robinson. Era una época en la que sólo los americanos hacían estos saltos y cabriolas para machacar el aro por lo que Carlos Montes, con su 1,94 m de altura, fue un pionero entre los españoles. La Demencia lo bautizó como Saltamontes, jugando con su apellido y su capacidad de salto.
Después de 7 temporadas en Estudiantes en Madrid pasó a Sevilla, donde estuvo cinco temporadas en el Caja San Fernando, con el que rozó el título liguero en 1996. Fue subcampeón tras perder la final contra el Barça, a las órdenes de Aleksandar Petrović. Allí había sido líder en recuperaciones en la temporada 92/93 (3,12 por partido) como después lo sería en el año 98 con el Granada, su siguiente destino. También jugó en el Cáceres y el Fórum Valladolid, club en el que se retiró en 2002.
Con 18 temporadas como profesional en la élite del baloncesto español, Montes disputó 605 partidos, lo que lo convierte en el 13º jugador de la historia con más encuentros en ACB.[actualizar] También figura séptimo en la tabla histórica de balones recuperados, con un total de 900 a lo largo de su carrera.[actualizar]
Fue MVP del torneo junio de L’Hospitalet en 1982 y bronce en la Universiada de 1987 con la selección promesa.
Tras su retirada del baloncesto como jugador profesional, ejerció las funciones de director deportivo en el Estudiantes y luego entrenador en el club baloncesto del Colegio Joyfe.
Falleció el 6 de junio de 2014 un accidente de tráfico, cuando se estrelló su todoterreno con un muro de hormigón en Madrid.

## Clubes
- 1983-84 Alcorcón Junior.
- 1984-91 ACB. Estudiantes.
- 1991-96 ACB. Caja San Fernando.
- 1996-98 ACB. CB Granada.
- 1998-01 ACB. Cáceres C.B.
- 2001-02 ACB. CB Valladolid.

## Palmarés
- 1985-86 Copa Príncipe de Asturias. Estudiantes Caja Postal. Campeón.
- 1987 Universiada. Selección de España Promesas. Zagreb. Medalla de Bronce.

## Números
- 1992-93 ACB. Caja San Fernando. Líder en recuperaciones. 97 recuperaciones. 3,12 por partido.
- 28-12-97 ACB. Marca histórica de 750 recuperaciones.
- 29-03-98 ACB. Marca histórica de 12.000 minutos.
- 1997-98 ACB. Covirán Sierra Nevada. Líder en recuperaciones. 74 recuperaciones. 2,18 por partido.